# N33 (België)
De N33 is een gewestweg in België die loopt van Oostende naar Torhout. Het is een belangrijke weg voor de ontsluiting van de kuststad Oostende en het zuidelijke binnenland.
De bijna 25 kilometer lange weg loopt over ruim 15 kilometer kaarsrecht. Enkel aan het begin, net buiten Oostende maakt deze weg een flinke bocht, net als naar het einde toe, ter hoogte van Wijnendale, waar ze afbuigt naar Torhout.

## Geschiedenis
De aanleg van deze steenweg gebeurde in 1766 in de tijd van de Oostenrijkse Nederlanden. Een belangrijke verbindingsroute met het binnenland vóór die tijd was de verbinding met de stad Brugge via het Kanaal Brugge-Oostende. Een steenweg naar Wijnendale, die kon aansluiten op de kort tevoren aangelegde steenweg Brugge-Torhout-Roeselare-Menen, zou echter een directe verbinding vormen met het zuiden van West-Vlaanderen en met Noord-Frankrijk.
Begin 1764 werd pensionaris Degrysperre naar Brussel gestuurd voor de octrooi-aanvraag. Deze kreeg echter vooral tegenkanting van Brugge en het Brugse Vrije, die in de weg een bedreiging zagen voor hun handelsactiviteit. Uiteindelijk verleende keizerin Maria Theresia het octrooi op 26 januari 1765. De weg moest aangelegd worden op kosten van de stad Oostende, en moest 70 voet breed zijn over de hele lengte.
De aanleg van de wegbedding begon op 14 mei 1765; de eerste steen werd gelegd op 20 november. De weg begon in Oostende als afsplitsing van de Duinenweg (nu de Karel Janssenslaan en Warschaustraat). Ze liep in rechte lijn door de Sint-Catharinapolder, die pas 20 jaar eerder was bedijkt en waarbij de Sint-Catharinakreek werd overbrugd. Deze kreek werd toen ook nog gebruikt voor de aanvoer vanaf de haven van kasseien op platte boten; een van de laatste malen dat de kreek als vaarweg werd gebruikt.
Buiten Oostende leidde men de weg in een flinke bocht ("Kromme Elleboog" genoemd) rond de Snaaskerkse polders. Deze waren toen nog niet ingepolderd en liepen bij hoogtij nog onder water. Daarbij was over het kanaal Plassendale-Nieuwpoort een brug gebouwd, op oude kaarten vermeld als "Nieuwe brug", later als "Kalsijdebrug". Voorbij Gistel kruist ze het Groot Geleed, net zoals de Sint-Catharinakreek een overblijfsel van de Testerepvliet. Daarna liep de weg in rechte lijn richting Wijnendale. Omheen het domein van het Kasteel van Wijnendale zijn er enkele bochten, waarna de weg wat afbuigt recht naar de kerk van Torhout. Het deel tussen Torhout en Wijnendale dateerde reeds uit 1751, als aftakking van de nieuwe steenweg Brugge-Menen.
Op 30 september 1766 was de weg klaar. Langs de steenweg kwamen nog verschillende tolhuizen. In Stene, aan het kruispunt met de Steensedijk, nu in een bebouwde wijk, bevond zich de "Hoge Barrière", vroeger als "Eersten Bareel" aangeduid op de kaarten. Een tweede barrière bevond zich aan het kanaal Plassendale-Nieuwpoort, een derde aan de Moerdijk, een vierde aan het kruispunt Den Engel in Ichtegem, en een vijfde aan de aansluiting met de weg Diksmuide-Wijnendale, een andere Oostenrijkse steenweg die in die tijd werd aangelegd.

## Traject
De weg loopt grotendeels door de vlakke Belgische polders. In Gistel zijn er tegenwoordig twee bruggen, één over het kanaal Plassendale-Nieuwpoort, de "Kalsijdebrug", en een tweede over de A18/E40. In Moere dwarst ze de Moerdijkvaart in het gehucht Moerdijk.
Voorbij Gistel verlaat de weg de polders en komt ze in het Houtland. In Ichtegem ligt langs de weg het gehucht De Engel. Vanaf Ichtegem is er een gestage klim naar het plateau van Wijnendale. Aan de Torhoutse zijde is er dan een vlugge afdaling. Ter hoogte van Wijnendale sluit op de weg aan een andere kaarsrechte Oostenrijkse weg aan, de N363 naar Diksmuide. Daarna maakt de weg de bocht naar Torhout. Min of meer parallel aan de N33 liep vroeger een spoorlijn; nu loopt er Groene 62, een fietsroute op de oude spoorwegbedding.
Naar aanleiding van de aanleg van de weg is de kasseilegger-cultuur ontstaan in Eernegem. In de 20ste eeuw werd de weg volledig geasfalteerd. In de jaren tachtig waren er nog plannen om van sommige delen een viervaksbaan te maken. Ondertussen heeft veiligheid de bovenhand gekregen en werden zelfs de delen met 3 rijvakken teruggeschroefd naar 2. Er werden reeds verschillende infrastructuurwerken uitgevoerd om het verkeer veiliger te maken, zoals het invoeren van snelheidsbeperkingen, nieuwe verkeerslichten, snelheidremmende middenbermen aan kruispunten; maar toch zijn er nog steeds zwarte punten. In Gistel werd een nieuw fietspad aangelegd, veilig een paar meter naast de bestaande weg, dat tot aan de Kalsijdebrug moet worden doorgetrokken.
De N33 doorkruist volgende gemeenten:
- Oostende en deelgemeente Stene
- Middelkerkese deelgemeente Leffinge
- Gistel en deelgemeenten Snaaskerke en Moere
- Ichtegem en deelgemeente Eernegem
- Torhout en gehucht Wijnendale